# Takashi Aizawa
Takashi Aizawa (jap. 相澤 貴志 Aizawa Takashi; ur. 5 stycznia 1982) – japoński piłkarz występujący na pozycji bramkarza. Obecnie występuje w Tokushima Vortis.

## Kariera klubowa
Od 2000 roku występował w klubach Kawasaki Frontale, Cerezo Osaka, FC Machida Zelvia, Shimizu S-Pulse i Tokushima Vortis.